# Handel
Handel refererer til en situation, hvor en eller flere handlende (kunder) mødes med en eller flere andre handlende (sælgere) for at udveksle handelsvarer, serviceydelser eller produkter. Det sker enten ved direkte udveksling af produkter og serviceydelser (tuskhandel) eller med penge som mellemled.
Hvis mødet mellem sælger og køber finder sted i den analoge verden, er situationen ofte forbundet med en særlig stemning eller iscenesættelse ("handelsliv").
Handel finder sted, hvor der er et kundegrundlag, altså hvor et erkendt behov kan dækkes af et vareudbud. Det sker oftest i byer, ved hovedfærdselsårer samt via internettet. Allerede i Middelalderen gjorde konger og fyrster deres bedste for at tiltrække handelsliv, f.eks. ved at etablere infrastruktur (veje, broer, landevejskroer), sikkerhed (landefred, fysisk beskyttelse, rettergang) eller egnede handelspladser (årlige markeder, særligt begunstigede byer eller områder, privilegier til købmænd) osv.

## Teori
I handelsteori (her forsimplet til to lande med én hver) siger man traditionelt, at et land har en absolut fordel i produktionen af en vare, hvis landet har højere produktivitet end det andet land. Nogle udbredte misforståelser om handel er, at dette fører til, at man producerer og handler de varer, hvor man er mere produktiv end andre, og de mest produktive derfor på bekostning af de mindre produktive vinder på handel (se Merkantilisme).
I starten af 1800-tallet udviklede David Ricardo teorien om komparative fordele, som forklarer handel på en helt anden måde. Med udgangspunkt i transformationskurvens hældning i produktionsmulighedsområdet ser man på alternativomkostningerne for vare x målt i antal vare y. Man har komparativ fordel i produktionen af en vare, hvis man har lavere alternativomkostninger end det andet land.
Da alternativomkostningerne for vare x og vare y er reciprokke kan ét land ikke have komparativ fordel i produktionen af begge varer, og det kan vises, at alle lande må have mindst en komparativ fordel i produktionen af en eller anden vare (forudsat af alle landes alternativomkostninger ikke er præcis de samme). Handel kan altså altid betale sig, fordi landene kan specialisere sig i det de har en komparativ fordel i at producere.
Hvordan dette resultat generaliseres til at gælde for milliarder interagerende mennesker i den virkelige verden er omdiskuteret, men mange økonomer opfatter det som en god tilnærmelse.
Velfærdseffekterne anskues på en lidt anden måde i velfærdsteorien.
Gennem historien har handel spillet en enorm rolle for magtfordelingen.

## Eksempler på handelssituationer

### Eksempel 1 på komparative fordele
A har behov for 100 af produkt 1 (P1) og 100 produkt 2 (P2)
B har behov for 100 af produkt 1 (P1) og 100 produkt 2 (P2)
A: Uden handel
| Produkt | Omkostninger | Produceret | Omkostninger |
| ------- | ------------ | ---------- | ------------ |
| P1      | 10           | 100        | 1000         |
| P2      | 20           | 100        | 2000         |
| Samlet  | -            | 200        | 3000         |

B: Uden handel
| Produkt | Omkostninger | Produceret | Omkostninger |
| ------- | ------------ | ---------- | ------------ |
| P1      | 15           | 100        | 1500         |
| P2      | 25           | 100        | 2500         |
| Samlet  | -            | 200        | 4000         |

A med handel: 100 P1 for 56 P2
| Produkt | Omkostninger | Produceret | Omkostninger |
| ------- | ------------ | ---------- | ------------ |
| P1      | 10           | 200        | 2000         |
| P2      | 20           | 44         | 880          |
| Samlet  | -            | 244        | 2880         |

B med handel: 56 P2 for 100 P1
| Produkt | Omkostninger | Produceret | Omkostninger |
| ------- | ------------ | ---------- | ------------ |
| P1      | 15           | 0          | 0            |
| P2      | 25           | 156        | 3900         |
| Samlet  | -            | 156        | 3900         |

Så A sparede 120 i omkostninger eller 4,0 % og B sparede 100 i omkostninger eller 2,5 %. Selvom A har absolut fordel i begge varer, vinder begge parter altså på handlen.

### Eksempel 2 på komparativ fordel
- Land A kan producere 50 brød eller 5 fjernsyn på en time.
- Land B kan producere 40 brød eller 2 fjernsyn på en time.

Land A har altså den absolutte fordel i at producere både brød og fjernsyn. Det afspejler sig også i transformationskurverne, hvis man antager af disse er lineære, hvor land B’s hele tiden ligger under land A’s.
Lands A’s omkostninger i at producere brød kan udtrykkes som 5/50 fjernsyn = 1/10 fjernsyn, da dette er den mængde fjernsyn Land A må opgive at producere, hvis de skal producere ét brød mere. Omvendt kan Land A’s omkostninger i at producere fjernsyn udtrykkes som 50/5 brød = 10 brød.
Lands B’s omkostninger i at producere brød kan udtrykkes som 2/40 fjernsyn = 1/20 fjernsyn, da dette er den mængde fjernsyn Land B må opgive at producere, hvis de skal producere ét brød mere. Omvendt kan Land B’s omkostninger i at producere fjernsyn udtrykkes som 40/2 brød = 20 brød.
- Land A har altså komparativ fordel i at producere producere fjernsyn, da de her har de laveste alternativomkostninger.
- Land B har altså komparativ fordel i at producere brød, da de her har de laveste alternativomkostninger.

Antag at følgende udgangsproduktion, som uden handel også må være lig med landets forbrug[kilde mangler]:
- Land A: 3 fjernsyn og 20 brød
- Land B: 1 fjernsyn og 20 brød

De to lande indgår aftale om, at Land A sælger 1 fjernsyn for 15 brød til Land B.
Derfor går Land A og Land B over til at producere som følger:
- Land A: 4 fjernsyn og 10 brød
- Land B: 0 fjernsyn og 40 brød

Handlen eksekveres hvorved følgende forbrug muliggøres: 
- Land A: 3 fjernsyn og 25 brød
- Land B: 1 fjernsyn og 25 brød

Begge lande kan altså forbruge 5 brød mere end før, men det samme antal fjernsyn, og begge lande har derved vundet på handlen. Dette ses også ved, at forbruget nu ligger over transformationskurve hvilket ellers ikke er muligt.

## Køb og salg juridisk set
Et køb er et gensidigt bebyrdende kontraktsforhold, hvorved forstås, at ydelsen fra både køberen og sælgeren forholder sig som vederlag for modydelsen.

## Typer af handelsliv
- Detailhandel Handel mellem virksomhed og forbrugere.
- Engroshandel Handel mellem virksomhed og virksomhed.
- Torvehandel Handel i købstæder på torve og pladser.
- Gadehandel Handel på offentlige steder.